# Teoria del valor
La teoria del valor considera que el valor d'un bé o servei depèn directament de la quantitat de treball que porta incorporat. Pròpia de l'escola clàssica de l'economia política i l'escola marxista, també és denominada com a teoria substantiva del valor. Proposa que el valor és la suma del treball necessari per a la producció social d'un bé econòmic (és a dir, el que té valor d'ús) en un determinat nivell de desenvolupament tecnològic. Per a aquestes escoles, els preus es deriven del valor, de manera que sempre es mouen en petites variacions entorn d'ell. En l'economia clàssica, a més, tractant-se de valors de canvi, al cost de producció s'agrega el d'oportunitat, és a dir, la quantitat de guanys potencials que es perden per prendre la decisió de produir un o altre bé.